# チェリニョーラの戦い
チェリニョーラの戦い（チェリニョーラのたたかい、英語: Battle of Cerignola）は1503年4月28日、南イタリアのナポリ王国領チェリニョーラにおいてフランス軍とスペイン軍の間で行われた戦闘。ゴンサロ・フェルナンデス・デ・コルドバ率いるランツクネヒト2,000、火縄銃兵1,000、大砲20門を含むスペイン軍が、主に貴族主体の重装騎兵とスイス傭兵の槍兵から成るフランス軍9,000を撃破し、フランス軍の指揮官ヌムール公ルイ・ダルマニャックは戦死した。ヨーロッパにおいて火器が勝負を決した最初の戦闘の1つであり、壕の後ろから射撃するスペインの火縄銃兵がスイス槍兵とフランス騎兵の突撃を撃退した。

## 準備
「エル・グラン・カピタン」（伊: El Gran Capitán）と尊称されたゴンサロ・フェルナンデス・デ・コルドバは当時、戦略的な優位を多数得ていた。彼は歩兵を後のテルシオの前身にあたるコロネリア（Coronelía）と呼ばれる部隊に編成したが、これは槍と火縄銃と剣を混ぜて用いる部隊だった。このような編制は当時のスペイン軍においては革新的で、それ以前の10～15世紀にスペイン内のムスリムを相手に戦ったレコンキスタでは、フランス軍と同様に騎兵を重視していた。スペイン軍はチェリニョーラの高地を占領し、壁や杭を掩体として用いた。丘の前面には塹壕が掘られ、その中に火縄銃兵が配置された。スペインの砲兵はぶどう園の中にある高所に配置され、そこからは戦場全体を一望できた。スペインの軽騎兵であるヒネーテは全軍の前方に配置され、プロスペロ・コロンナ率いる重騎兵は予備として控置された。
コルドバが対峙したのはフランスの職業軍人の部隊であり、シャルル7世の改革を経て強化されていた。その主力は勅令隊の重装騎兵とスイス傭兵の槍兵だったが、同時に大砲も多数保有しており、その数はスペイン軍を上回っていた。この奇妙な編制は16世紀前半を通してフランス軍の特徴だった。しかしながらフランス砲兵は到着が遅れ、戦闘に参加できなかった。

## 戦闘
戦闘はフランス重騎兵によるスペイン軍中央部に対する2回の突撃で始まったが、2回ともスペインの大砲と火縄銃に撃退された。3回目の突撃はスペイン軍の右側面を狙ったが、フランス騎兵の多くがスペイン軍の塹壕に落ち、そこを火縄銃兵の猛射に襲われて撃退された。このときの射撃で戦死した中にフランス軍の指揮官であるヌムール公ルイ・ダルマニャックがおり、将軍が小火器の射撃で戦死したのは恐らくこれが史上初である。指揮を引き継いだスイス傭兵の指揮官シャンデュー（Chandieu）の下で、イヴ・ダレグル（Yves d'Alègre）率いるフランス後衛の到着を待たずに、スイス歩兵は騎兵とともに攻撃を再開した。スペイン軍中央に対する攻撃が迫る中、火縄銃兵は下げられ、ランツクネヒトが前に出た。スイス兵部隊にはやがてガスコーニュ兵も加わったが、スペイン軍の防衛線に突入できず、側面から火縄銃兵に射たれつつスペイン騎兵にも襲撃されて、大損害を負って撃退された。この際にシャンデューも戦死した。
コルドバは今や混乱に陥った敵に対する反撃を命じ、歩兵に加えて予備の重騎兵を投入した。騎乗した火縄銃兵が残余のフランス騎兵を包囲し潰走させたが、スイス槍兵は比較的整然と撤退した。
騎兵も槍兵も敗れたのを見て、フランス後衛を率いたイヴ・ダレグルは撤退を命じ、勝ちに乗るスペインのヒネーテに追撃された。
「チェリニョーラの戦いで何が起こったか。スペイン軍が敗れたと勘違いしたとあるイタリア人が火薬を積んだ荷車に火を放ち、軍がこの事故で混乱したところ、エル・グラン・カピタンは却って励まされて『吉兆だ友よ、あれは勝利の光だ』と言ったという。つまりはそういうことだった」。

## その後
戦闘はフランスの大敗北に終わり、フランス軍が2千人ほど失った一方、スペイン軍は500人の損害しか受けなかった。フランスの補給物資や輸送隊列は、積載されたままだった全ての大砲ごとスペイン軍が鹵獲した。この戦いが終わる際、史上初めて"祈祷命令"(toque de oracion) が発せられた。これは後に西欧の軍隊に広く普及した習慣だが、戦場が（スペイン兵と同じくキリスト教徒である）フランス兵の死体で溢れているのを見たコルドバが、長音三声の吹奏と共に全ての死者に向けて祈りを捧げるよう命じたものである。
フランス軍はナポリの北西にあるガエータ要塞へ撤退した。コルドバ軍は要塞に突撃したが、攻撃はことごとく失敗した。フランス軍は篭城して長期戦の構えを見せ、海から補給を受け取った。ガエータを落とせず、フランスの増援を恐れたコルドバは包囲を諦め、ガエータから南8キロメートルのカステローネ（Castellone）へ移動した。
チェリニョーラの戦いはスペイン軍によるヨーロッパ戦場の制覇の端緒となり、1643年のロクロワの戦いで敗北するまで続いた。また長槍と射撃の戦術の有効性を証明した。チェリニョーラの戦いはヨーロッパにおいて火器が勝負を決した最初の大規模戦闘であり、その点で約70年後の1575年に日本で起きた長篠の戦いと並ぶものである。